# Live at the Fillmore East (Neil Young)
Live at the Fillmore East è un album dal vivo del cantautore canadese Neil Young e del gruppo musicale statunitense Crazy Horse, pubblicato nel 2006 ma registrato nel 1970.

## Tracce
Tutte le tracce sono state scritte da Neil Young, eccetto dove indicato.

1. Everybody Knows This Is Nowhere – 3:36
2. Winterlong – 3:40
3. Down by the River – 12:24
4. Wonderin' – 3:35
5. Come on Baby Let's Go Downtown (Danny Whitten, Neil Young) – 3:51
6. Cowgirl in the Sand – 16:09

## Formazione
- Neil Young - chitarra, voce
- Danny Whitten - chitarra, voce
- Billy Talbot - basso
- Ralph Molina - batteria, cori
- Jack Nitzsche - piano elettrico